# Гай Октавій Ленат
Гай Октавій Ленат (? — після 38 року) — політичний діяч ранньої Римської імперії, консул-суффект 33 року.

## Життєпис
Походив з роду нобілів Октавіїв. Про родину та життя мало відомостей. У 33 році став консулом-суффектом разом з Луцієм Сальвієм Отоном. З 34 до 38 був куратором води та водопроводів Риму. Подальша доля Октавія невідома.

## Родина
Дружина — Рубелія Басса, донька Гая Рубелія Бланда, консула-суфекта 18 року
Діти:
- Гай (Луцій?) Октавій Ленат
- Сергія Плавтіла